# Toyota Motor Manufacturing, Kentucky, Inc. против Уильямс
Тойота моторс мэньюфэкчеринг Кентукки инкорпорейтид против Уильямс, 534 U.S. 184 (2002) — дело Верховного суда США, в котором тот дал толкование выражению в «значительной степени ограничивающее» из Закона об инвалидах 1990 года (англ. Americans with Disabilities Act of 1990).
Отменил решение Апелляционного суда, вынесенное в порядке упрощённого судопроизводства, в пользу ответчицы, Эллы Уильямс, определившее её неспособность выполнять некоторые ручные операции как инвалидность.

## Обстоятельства дела
Ответчица, Элла Уильямс, была принята на работу на автомобилестроительный завод «Тойота моторс мэньюфэкчеринг Кентукки инкорпоратид» (англ. Toyota Motor Manufacturing, Kentucky, Inc.) компании Toyota в 1990 году. С самого начала она работала на конвейере с применением пневматических инструментов. Со временем её стала беспокоить сильная боль в руках. Врачи обнаружили у неё двухсторонний синдром запястного канала и двухсторонний тендинит. После этого, по рекомендации врачей, её перевели на другую работу.
Пропустив по состоянию здоровья несколько рабочих дней, Уильямс потребовала от компании компенсацию.
Между компанией и Уильямс была достигнута договорённость. Она вернулась к своим трудовым обязанностям, но по прежнему была недовольна предпринимаемыми компанией мерами. Из-за чего подала ещё один иск, на этот раз в Федеральный районный суд Восточного округа Кентукки. В нём утверждалось, что компания Toyota отказалась принять меры по обеспечению ей необходимых условий, обусловленных её инвалидностью. В этот раз также была достигнута договорённость и Уильямс была переведена на работу в отдел по контролю за качеством. Её обязанности предполагали визуальный контроль автомобилей, обязанности, которые по обоюдному согласию сторон, она могла выполнять. Тем не менее, с осени 1996 обстоятельства изменились и от Уильямс потребовалось выполнять трудные для неё физические действия.
События произошедшие далее, Уильямс и представители компании Тойота описывают совершенно по-разному. Точно установленными фактами было то, что врачи запретили Уильямс заниматься любой работой, она была уволена, после чего подала иск против бывшего работодателя.

## История дела
Уильямс, расценивая свою неспособность выполнять трудовые обязанности из-за синдрома запястного канала и связанных с этим проблем как инвалидность, подала и выиграла иск против компании Тойота за не обеспечение необходимых условий, как это предписывал Закон об инвалидах (англ. Americans with Disabilities Act of 1990).
Окружной суд в порядке упрощённого судопроизводства не подтвердил инвалидность Уильямс. Суд счёл, что её заболевание не «ограничивает в значительной степени» её деятельность в главных сферах жизни и она не имела соответствующих свидетельств.

Термин инвалидность означает в отношении индивида: 

А. физическое или психическое нарушение, в значительной степени ограничивающее одну или более жизненных функций индивида;

Б. документ<?>, подтверждающий наличие такого нарушения; или 

В. устоявшееся мнение о наличии такого нарушения.

Оригинальный текст (англ.)
The term “disability” means, with respect to an individual— 

(A) a physical or mental impairment that substantially limits one or more of the major life activities of such individual; 

(B) a record of such an impairment; or 

(C) being regarded as having such an impairment. 

— U. S. C. § 12102(2)
В соответствии с Законом об инвалидах 1990 года англ. Americans with Disabilities Act of 1990 под основной жизненной деятельностью англ. major life activity понимаются такие базовые действия как ходьба, восприятие на слух, зрительное восприятие, учение и работа. Специальные требования к выполнению трудовой деятельности под это определение не попадают.